# Kościół Niepokalanego Poczęcia Maryi w Grottarossie
Kościół Niepokalanego Poczęcia Maryi w Grottarossie (ita. Chiesa di Santa Maria Immacolata a Grottarossa) – rzymskokatolicki kościół tytularny położony w zonie Grottarossa, na północ od Mostu Mulwijskiego w Rzymie, Włochy.
Świątynia ta jest kościołem parafialnym oraz kościołem tytularnym. Obecnie kościół tytularny kardynała Wiltona Gregory’ego.

## Lokalizacja
Kościół znajduje się w LVI. zonie Rzymu – Grottarossa (Z LVI) przy Via Flaminia 994.

## Historia
Kościół został zbudowany w 1935 roku w celu spełnienia potrzeb duchowych mieszkańców z regionów północnych i środkowych Włoch. Wznosi się wzdłuż Via Flaminia "na Saxa Rubra", gdzie w 312, miała miejsce historyczna bitwa między wojskami Konstantyna I i Maxentiuszem.
W dniu 2 listopada 1986 roku kościół odwiedził papież Jan Paweł II, który, przy tej okazji, uroczyście ukoronował nowy wizerunek Matki Bożej Niepokalanej.
Kościół jest kościołem parafialnym, założonej 4 czerwca 1937 parafii.

## Architektura i sztuka
Kościół został zbudowany na planie krzyża, jednonawowy.

## Kardynałowie prezbiterzy
Kościół Niepokalanego Poczęcia Maryi w Grottarossie jest jednym z kościołów tytularnych nadawanych kardynałom-prezbiterom (Titulus Immaculatae Conceptionis Mariae ad Saxa Rubra). Tytuł ten ustanowił papież Jan Paweł II 25 maja 1985.
- Henryk Gulbinowicz (1985–2020)
- Wilton Gregory (od 2020)